# NetShow
NetShow was Microsoft's originele framework voor het uitzenden van video's via het internet. Hiermee probeert Microsoft te concurreren tegen RealNetworks RealMedia en Vivo (overgenomen door RealNetworks in 1998). Het is gecommercialiseerd en nu onder de naam Windows Media beschikbaar.
NetShow 1.0 werd uitgebracht in 1996. Een nieuwere versie, 2.0, werd inbegrepen in Windows NT 4.0 SP3 in 1997. Versie 3.0 kwam uit rond midden-1998. De volledige productlijn werd hernoemd naar Windows Media in oktober 1999, vier maanden voordat Windows 2000
De naam NetShow wordt nog steeds gebruikt in de Useragent van de huidige versies van Windows Media Player,

## Onderdelen
- NetShow Player (versie 2.0 was inbegrepen in Internet Explorer 4, 4 maart 1997, nu opgenomen in Windows Media Player)
- NetShow Services (hernoemd tot Windows Media Services) Het werd opgenomen in Internet Information Services (IIS).
- NetShow Encoder (hernoemd tot Windows Media Encoder)
- NetShow Real-Time Encoder
- ASF Editor
- NetShow Presenter
- VIDTOASF
- WAVTOASF
- ASFCHOP
- NetShow Channel (hernoemd tot Windows Media Station)
- NetShow Server (ook bekend als Theater Server)